# Aprendizaje Lauren Heilm
El Aprendizaje Lauren Heilm es una técnica pedagógica aplicada a grupos de alumnos adultos. Comienza a un ritmo muy lento para favorecer la integración del grupo. A medida que se va avanzando se introduce cierto nivel de personalización. Las preguntas básicas se responden correctamente, mientras que aquellas que el docente valora como superables por parte del alumno por tener los conocimientos adecuados son respondidas de manera incorrecta con el único objetivo de que el alumno desarrolle confianza en sí mismo y pueda dilucidar sin apenas ayuda del profesor cual es la solución correcta. Este método se aplica básicamente en ciencias prácticas como matemáticas, informática, mecánica...etc. cuyo margen de error no provoque prejuicios. Es un método de motivación de alto rendimiento. Aquellos alumnos con mayor nivel de exigencia se ven reforzados por el hecho de que creen que superan al profesor y de que todos los logros son suyos y no del docente. Cada cierto tiempo se les somete a contradicciones para reforzar la capacidad de discernimiento y las tendencias a la idealización que tantos efectos negativos pueden provocar. Aquellos alumnos más lentos en progreso no se sienten desplazados puesto que el método va personalizando cada vez más el nivel. El docente ha de tener la capacidad de valoración suficiente como para saber en qué momento ha de introducir las contradicciones y a quien se las ofrece. Ha de dejar libertad de opinión en todo momento a aquellos que tienen un nivel suficiente aunque se enojen por falta de paciencia, interviniendo únicamente en las faltas de respeto u organización.
El mayor problema surge en aquellos alumnos con una visión idealista o absolutista del todo, pues tienden a mitificar siempre al docente exigiendo que sea perfecto para poder introducir un reto o bien para sentirse protegidos. Se ha comprobado que las personas inseguras, inmaduras, con complejos emocionales o conflictos internos no resueltos son incapaces de ver el beneficio de este método considerando que los conocimientos adquiridos son de bajo nivel pues tienden a quedarse en la superficie y en el todo absoluto por inseguridad y sin capacidad de ver a lo que están siendo sometidos. Pocos resultados con personas negativas, de mente compleja o con problemas de aprendizaje.
- Datos: Q5701724